# Derrota de mieses
La derrota de mieses fue un aprovechamiento ganadero propio del Antiguo Régimen en casi la totalidad de Europa. Permitía que, una vez recogida las cosechas, ciertos terrenos de propiedad privada pasaran temporalmente a titularidad pública para la ganadería local, de manera que cualquier ganadero podía utilizarlos como pastos. Muchas veces esta práctica no se reflejaba en las ordenanzas municipales de las poblaciones, sino que eran aceptadas por toda la comunidad.
En España, las Cortes de Cádiz de 1813 terminaron con la derrota de mieses al considerar y publicar que los terrenos particulares debían acotarse y cerrarse, y que sus dueños podían disponer de ellas en exclusiva. Junto con otras prácticas de la agricultura tradicional, esta servidumbre fue reiteradamente prohibida en sendas leyes de 1836 y 1853, a pesar de lo cual siguieron ejerciéndose por convención de ciertas comunidades agrícolas durante el siglo XIX.